# Intercom

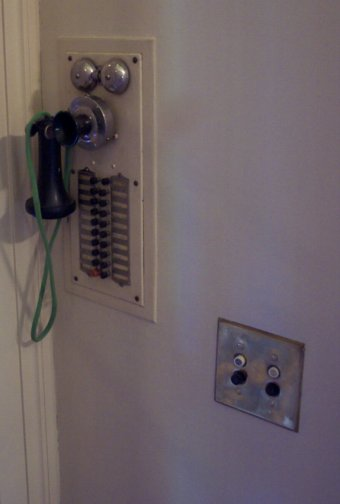
Pittock Mansion Intercom

Een intercom is een manier van spraakcommunicatie tussen twee of meer personen. Bekende toepassingen zijn de babyfoon en de deurintercom. Ook in professionele toepassingen wordt een intercom veel gebruikt. 
Intercomsystemen worden onderverdeeld in twee systemen; point-2-point-systemen en partyline-systemen. Bij de eerste is communicatie tussen twee personen mogelijk, terwijl bij de laatste meerdere personen met elkaar kunnen communiceren.